# Solanopteris tuberosum
Solanopteris tuberosum là một loài thực vật có mạch trong họ Polypodiaceae. Loài này được (Maxon) Rauh miêu tả khoa học đầu tiên năm 1973.